# Anne-Charlotte Melin
Anne-Charlotte Melin, född 15 januari 1938 i Malmö, är ett svenskt undervisningsråd. 
Melin, som är dotter till postmästare Karl-Ivar Östergren och Anna-Greta Bring, avlade studentexamen 1957, hushållslärexamen 1962 och blev filosofie kandidat vid Göteborgs universitet 1974. Hon har även deltagit i forskarutbildning i sociologi vid Uppsala universitet och ledarskapsutbildning vid Baylor University i Waco, Texas, 1982. Hon var speciallärare/facklärare på Seminariet för huslig utbildning i Umeå 1962–1966, lärarutbildare och ämneslärare 1966–1975, gymnasieinspektör vid Skolöverstyrelsen 1975–1982, skolledare i gymnasieskolan 1978–1979, expert vid Skolöverstyrelsen 1980–1981 och undervisningsråd där från 1982. 
Melin var projektledare för sociologiska undersökningar vid Livsmedelsverket 1978–1979, president i Delta Kappa Gamma Society International i Sverige 1981–1983, europarepresentant 1982–1984, utbildare i leadership/management från 1983 och hedersmedborgare i Texas från 1983. Hon har även varit styrelseledamot i Riksutställningar, läromedelsnämnden och Statens institut för läromedel samt ledamot av regeringens livsmedelsberedning. Hon är sedan 1969 gift med juris kandidat Stefan Melin (född 1942). 